# MLB 1907
Die MLB-Saison 1907 war die sechste Saison der Major League Baseball (MLB).
Zum zweiten Mal in Folge konnten die Chicago Cubs deutlich die National League (NL) für sich entscheiden. In der American League (AL) siegten die Detroit Tigers knapp vor den Philadelphia Athletics. Nachdem die Cubs im Vorjahr die World Series noch gegen den Stadtrivalen White Sox verloren hatten, setzten sie sich in der World Series 1907 mit 4:0 Spielen gegen die Tigers durch und feierten somit ihren ersten Titelgewinn.
In der National League traten die Boston Beaneaters ab 1907 unter der neuen Bezeichnung Boston Doves an.

## Ergebnis zum Saisonende
| Pos | Franchise              | W  | L   | %      | GB  |
| --- | ---------------------- | -- | --- | ------ | --- |
| 1   | Detroit Tigers         | 92 | 058 | 61,3 % | –   |
| 2   | Philadelphia Athletics | 88 | 057 | 60,7 % | 01½ |
| 3   | Chicago White Sox      | 87 | 064 | 57,6 % | 05½ |
| 4   | Cleveland Naps         | 85 | 067 | 55,9 % | 08  |
| 5   | New York Highlanders   | 70 | 078 | 47,3 % | 21  |
| 6   | St. Louis Browns       | 69 | 083 | 45,4 % | 24  |
| 7   | Boston Americans       | 59 | 090 | 39,6 % | 32½ |
| 8   | Washington Senators    | 49 | 102 | 32,5 % | 43½ |

| Pos | Franchise             | W   | L   | %      | GB  |
| --- | --------------------- | --- | --- | ------ | --- |
| 1   | Chicago Cubs          | 107 | 045 | 70,4 % | –   |
| 2   | Pittsburg Pirates     | 091 | 063 | 59,1 % | 17  |
| 3   | Philadelphia Phillies | 083 | 064 | 56,5 % | 21½ |
| 4   | New York Giants       | 082 | 071 | 53,6 % | 25½ |
| 5   | Brooklyn Superbas     | 065 | 083 | 43,9 % | 40  |
| 6   | Cincinnati Reds       | 066 | 087 | 43,1 % | 41½ |
| 7   | Boston Doves          | 058 | 090 | 39,2 % | 47  |
| 8   | St. Louis Cardinals   | 052 | 101 | 34,0 % | 55½ |

W = Wins (Siege), L = Losses (Niederlagen), % = Winning Percentage, GB = Games Behind (Rückstand auf Führenden: Zahl der notwendigen Niederlagen des Führenden bei gleichzeitigem eigenen Sieg) 

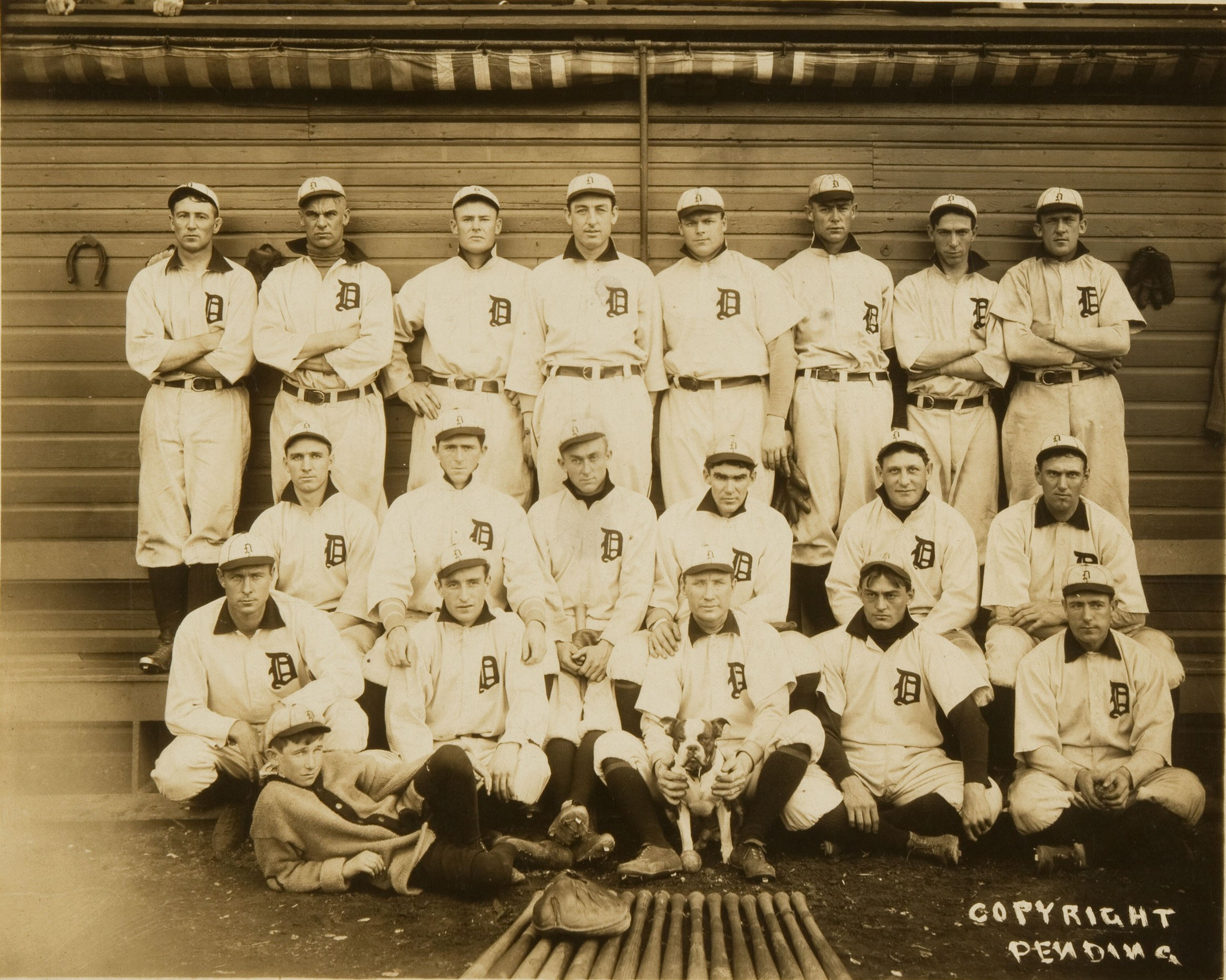
Die Detroit Tigers von 1907 (AL-Sieger)
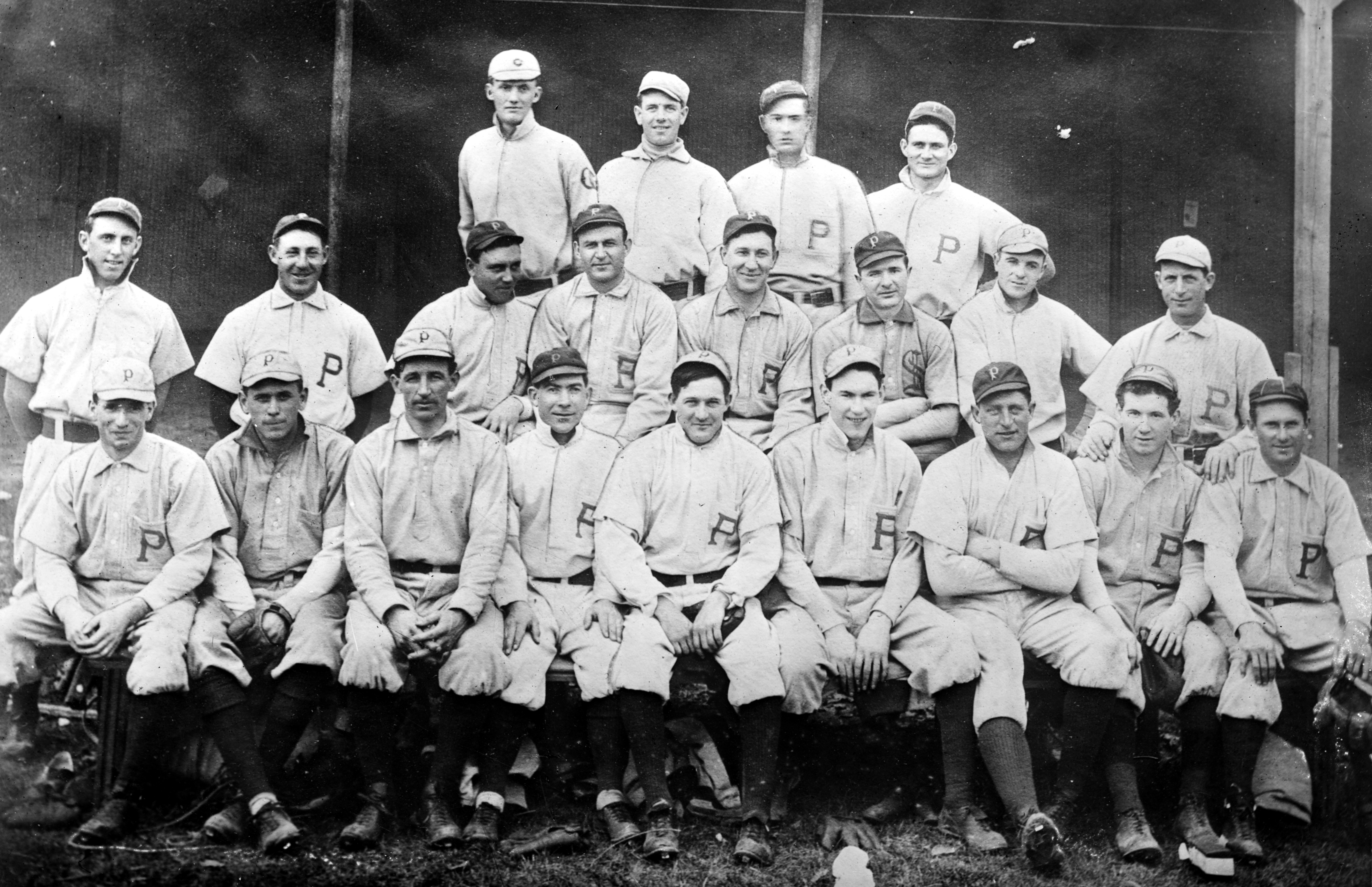
Die Pittsburgh Pirates von 1907 (Zweiter der NL)

## Spielerstatistik

### Hitting

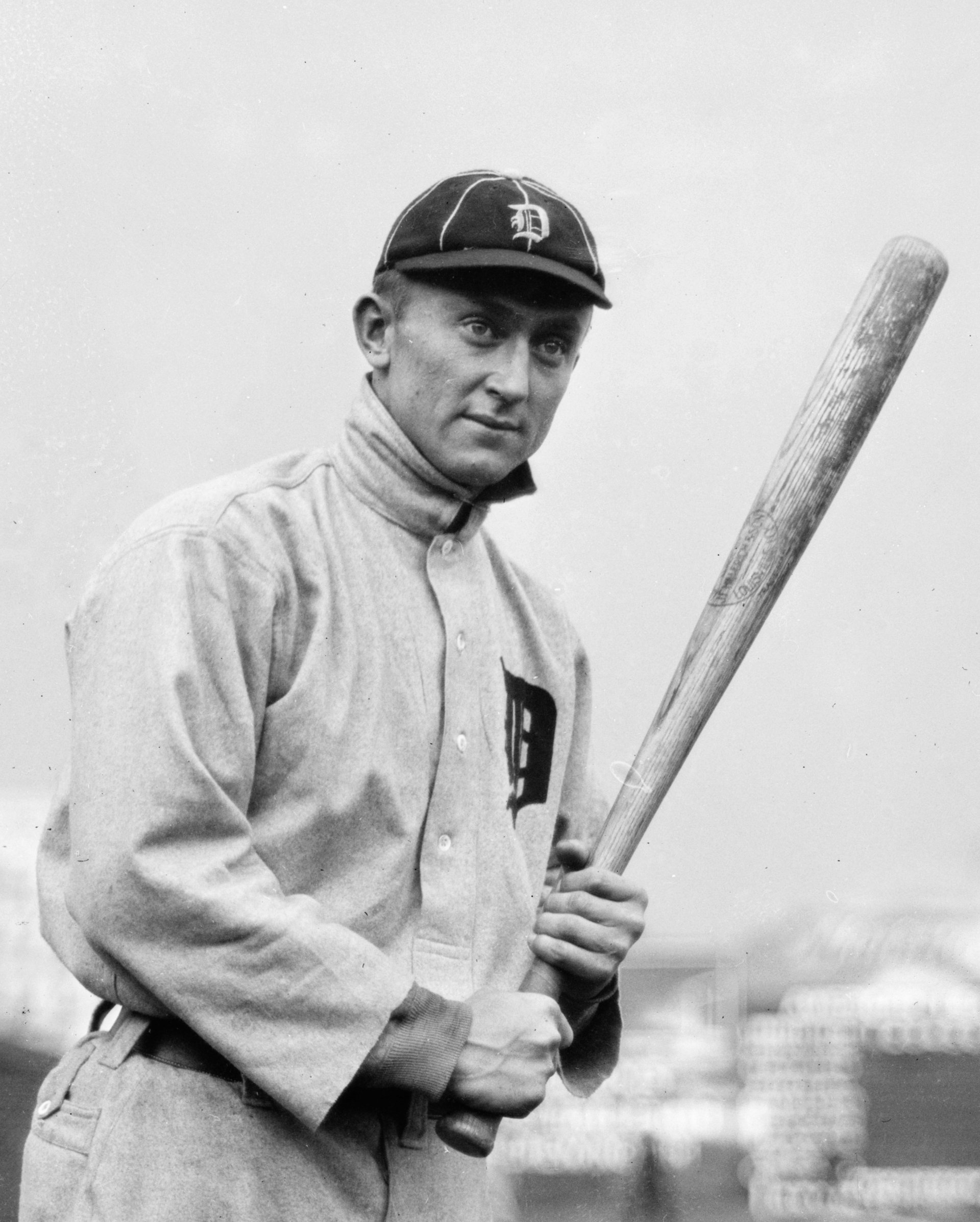
Ty Cobb von den Detroit Tigers beherrschte in seiner dritten MLB-Saison erstmals einen Großteil der Schlagstatistiken

| American League | American League | American League | American League | National League | National League | National League | National League |
| Stat            | Spieler         | Team            | Total           | Stat            | Spieler         | Team            | Total           |
| --------------- | --------------- | --------------- | --------------- | --------------- | --------------- | --------------- | --------------- |
| AVG             | Ty Cobb         | DET             | .350            | AVG             | Honus Wagner    | PIT             | .350            |
| HR              | Harry Davis     | PHA             | 8               | HR              | Dave Brain      | BSN             | 10              |
| RBI             | Ty Cobb         | DET             | 119             | RBI             | Sherry Magee    | PHI             | 121             |
| R               | Sam Crawford    | DET             | 102             | R               | Spike Shannon   | NYG             | 124             |
| H               | Ty Cobb         | DET             | 212             | H               | Ginger Beaumont | BSN             | 176             |
| SB              | Ty Cobb         | DET             | 53              | SB              | Honus Wagner    | PIT             | 61              |

### Pitching
| American League | American League      | American League | American League | National League | National League   | National League | National League |
| Stat            | Spieler              | Team            | Total           | Stat            | Spieler           | Team            | Total           |
| --------------- | -------------------- | --------------- | --------------- | --------------- | ----------------- | --------------- | --------------- |
| W               | Addie Joss Doc White | CLE CHW         | 27              | W               | Christy Mathewson | NYG             | 24              |
| W-L %           | Bill Donovan         | DET             | 86,2 %          | W-L %           | Ed Reulbach       | CHC             | 81,0 %          |
| ERA             | Ed Walsh             | CHW             | 1,60            | ERA             | Jack Pfiester     | CHC             | 1,15            |
| K               | Rube Waddell         | PHA             | 132             | K               | Christy Mathewson | NYG             | 178             |
| IP              | Ed Walsh             | CHW             | 422,1           | IP              | Stoney McGlynn    | STL             | 352,1           |

## World Series
| Spiel                                   | Datum            | Gast           | Ergebnis | Heim           | Gesamtstand DET–CHI | Ort            | Spielzeit | Zuschauer | Box   |
| --------------------------------------- | ---------------- | -------------- | -------- | -------------- | ------------------- | -------------- | --------- | --------- | ----- |
| Spiel 1                                 | 08. Oktober 1907 | Detroit Tigers | 3–3      | Chicago Cubs   | 0–0                 | West Side Park | 2:40      | 24.377    | [ 5 ] |
| Spiel 2                                 | 09. Oktober 1907 | Detroit Tigers | 1–3      | Chicago Cubs   | 0–1                 | West Side Park | 2:13      | 21.901    | [ 6 ] |
| Spiel 3                                 | 10. Oktober 1907 | Detroit Tigers | 1–5      | Chicago Cubs   | 0–2                 | West Side Park | 1:35      | 13.114    | [ 7 ] |
| Spiel 4                                 | 11. Oktober 1907 | Chicago Cubs   | 6–1      | Detroit Tigers | 0–3                 | Bennett Park   | 1:45      | 11.306    | [ 8 ] |
| Spiel 5                                 | 11. Oktober 1907 | Chicago Cubs   | 2–0      | Detroit Tigers | 0–4                 | Bennett Park   | 1:42      | 7.370     | [ 9 ] |
| Die Chicago Cubs gewinnen die Serie 4–0 |                  |                |          |                |                     |                |           |           |       |